# Maria Ludovika van Beieren

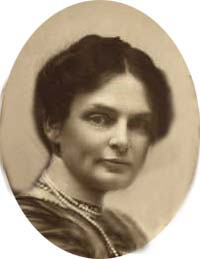
Maria van Beieren

Maria Ludovika Theresia van Beieren (Lindau, 6 juli 1872 — aldaar, 10 juni 1954) was een Beierse prinses uit het huis Wittelsbach.
Zij was het derde kind en de tweede dochter van de Beierse koning Lodewijk III en diens vrouw Maria Theresia Henriëtte van Oostenrijk-Este.
Zelf trad ze op 31 mei 1897 in het huwelijk met Ferdinand van Bourbon-Sicilië, hertog van Calabrië, een zoon van Alfons van Bourbon-Sicilië en Maria Antonia van Bourbon.
Het paar kreeg de volgende kinderen:
- Marie Antoinette (16 april 1898 - 10 januari 1952)
- Marie Christine (4 mei 1899 - 1985), huwde met Manuel Sotomayor-Luna, vice-president van Ecuador
- Roger (7 september 1901 - 1 december 1914), hertog van Noto
- Barbara (14 december 1902 - 1 januari 1927), huwde graaf Frans Xavier van Stolberg-Wernigerode
- Lucie (9 juli 1908 - 3 november 2001), huwde prins Eugenio van Savoye
- Urraca (14 juli 1913 - 3 mei 1999)

- Gemeinsame Normdatei: 139541276
- Virtual International Authority File: 101269590